# Кравцов Олександр Федорович
Олександр Федорович Кравцо́в (нар. 10 вересня 1915, Луганськ — пом. 18 жовтня 1983, Харків) — український радянський російськомовний поет, журналіст; член Спілки письменників України з 1962 року.

## Біографія
Народився 28 серпня (10 вересня) 1915 року в місті Луганську (тепер Україна). Навчався у Московському поліграфічному інституті, на Вищих літературних курсах при Літературному інституті у Москві. З 1935 року на журналістській роботі. 
Помер в Харкові 18 жовтня 1983 року.

## Творчість
Писав російською мовою. Автор
збірок
- «Безсмертя» (1945);
- «Донецькі гори» (1957);
- «Нема спокою» (1963);
- «Спорідненість» (1974);
- «Пам’ят.ь» (1980);
- «Єдність» (1983);

книг для дітей
- «Мої герої» (1956),
- «Наш тепловоз» (1958);
- «В гостях у звірів» (1960).